# Bonke Innocent
Bonke Innocent (* 20. Januar 1996 in Kaduna) ist ein nigerianischer Fußballspieler, der seit Januar 2022 beim FC Lorient in der Ligue 1 spielt.

## Karriere

### Verein
Innocent begann seine fußballerische Ausbildung in der Younnachi Academy und spielte anschließend bis 2012 beim Bujoc FC. Bis 2014 spielte er danach bei den Moderate Stars. Im August 2014 wechselte er nach Norwegen in die Eliteserien zum Lillestrøm SK. Am 2. November 2014 (29. Spieltag) wurde er gegen den FK Bodø/Glimt bei einem 4:0-Sieg eingewechselt und debütierte somit auf der Profiebene. In der gesamten Saison 2014 spielte er nur dieses eine Mal und saß sonst nur auf der Bank bei Lillestrøm. In der Folgespielzeit 2015 spielte er bereits 20 Ligaspiele und entwickelte sich somit langsam schon zur Stammkraft im defensiven Mittelfeld. 2016 spielte er wettbewerbsübergreifend 26 Mal. Bis zur Sommerpause der Saison 2017 spielte er neunmal in der Meisterschaft.
Im August 2017 wechselte er in die schwedische Allsvenskan zu Malmö FF. Gegen IF Elfsborg absolvierte er nach später Einwechslung in der Liga sein erstes Spiel bei einem 6:0-Sieg. Nach dem Scheitern in der Qualifikation zur Champions League, debütierte er gegen Beşiktaş Istanbul in der Europa-League-Endrunde auf internationaler Bühne. Bis zum Ende der Spielzeit 2017 kam er noch ein weiteres Mal in der Allsvenskan zum Einsatz und wurde mit seinem neuen Verein schwedischer Meister. In der Folgesaison 2018 spielte er 15 Mal, kam aber zudem noch zweimal für die U21-Mannschaft zum Einsatz. In der gesamten Saison 2019 kam er jedoch nur zu elf Ligaeinsätzen. Insgesamt spielte er 2020 in wettbewerbsübergreifend 27 Partien und gewann zudem seinen zweiten Ligatitel mit Malmö. Bei einer 0:3-Niederlage gegen Juventus Turin stand er in der Startelf und spielte somit das erste Mal in der Champions-League-Gruppenphase. 2021 spielte er 18 Mal in den nationalen Wettbewerben, darunter in allen sechs Gruppenspielen der Königsklasse.
Im Januar 2022 wechselte er in die Ligue 1 nach Frankreich zum FC Lorient.

### Nationalmannschaft
Innocent gab sein Debüt in der nigerianischen A-Nationalmannschaft in der WM-Qualifikation in der Startelf gegen Kap Verde. Bis heute kam er noch zu einem weiteren Kurzeinsatz in der Qualifikation. In den Kader des Afrika-Cups 2022 wurde er jedoch von Trainer Gernot Rohr nicht mitgenommen.

## Erfolge
Malmö FF
- Schwedischer Meister: 2017, 2020 und 2021

Lillestrøm SK
- Norwegischer Pokalsieger: 2017